# Энергоэффективность

Маркировка энергоэффективности Европейского союза

Энергоэффективность — эффективное (рациональное) использование энергетических ресурсов. Использование меньшего количества энергии для обеспечения того же уровня энергетического обеспечения зданий или технологических процессов на производстве. Достижение экономически оправданной эффективности использования ТЭР при существующем уровне развития техники и технологии и соблюдении требований к охране окружающей среды. Эта отрасль знаний находится на стыке инженерии, экономики, юриспруденции и социологии.
В отличие от энергосбережения (сбережение, сохранение энергии), главным образом направленного на уменьшение энергопотребления, энергоэффективность (полезность энергопотребления) — полезное (эффективное) расходование энергии.
Для населения — это сокращение коммунальных расходов, для страны — экономия ресурсов, повышение производительности промышленности и конкурентоспособности, для экологии — ограничение выброса парниковых газов в атмосферу, для энергетических компаний — снижение затрат на топливо и необоснованных трат на строительство, для промышленных компаний - снижение себестоимости выпуска продукции.
В строительстве и проектировании "энергосбережение" может означать отказ или ограничение в потреблении ресурсов, в то время, как "энергоэффективность" предполагает рациональность использования ресурсов, применение комплекса архитектурных решений и инженерных мероприятий, которые могут привести к сокращению расходов на теплоснабжение зимой и охлаждение летом при сохранении уровня комфорта для жителей без увеличения расходов на энергоносители.

Энергосберегающие и энергоэффективные устройства — это, в частности, системы подачи тепла, вентиляции, электроэнергии при нахождении человека в помещении и прекращающие данную подачу в его отсутствии. Беспроводные сенсорные сети (БСН) могут быть использованы для контроля за эффективным использованием энергии.
Энергоэффективные технологии могут применяться в освещении (напр. плазменные светильники на основе серы), в отоплении (газовое воздушное отопление, теплоизоляционные материалы).

## Энергоэффективность в мире
Начиная с 1970-х гг. многие страны внедряли политику и программы по повышению энергоэффективности. Сегодня на промышленный сектор приходится почти 40% годового мирового потребления первичных энергоресурсов и примерно такая же доля мировых выбросов углекислого газа. Принят международный стандарт ISO 50001, который регулирует в том числе энергоэффективность.

### Россия
Россия занимает третье место в мире по совокупному объёму энергопотребления (после США и Китая) и её экономика отличается высоким уровнем энергоёмкости (количество энергии на единицу ВВП). По объёмам энергопотребления в стране первое  место занимает обрабатывающая промышленность, на втором месте — жилищный сектор, около 25% у каждого.
Энергоэффективность и энергосбережение входят в 5 стратегических направлений приоритетного технологического развития, обозначенных Д. А. Медведевым на заседании Комиссии по модернизации и технологическому развитию экономики России 18 июня 2009 года.
Одна из важнейших стратегических задач страны, которую поставил президент в своём указе — сократить к 2020 году энергоёмкость отечественной экономики на 40%. Для её реализации необходимо создание совершенной системы управления энергоэффективностью и энергосбережением.
Для оценки энергоэффективности для продукции или технологического процесса используется показатель энергетической эффективности, который оценивает потребление или потери энергетических ресурсов.

Согласно нормам налогового законодательства c 1 января 2010 г. организации в налоговом учете вправе применить к основной норме амортизации специальный повышающий коэффициент (не выше 2) в отношении объектов, включенных в перечень, утвержденный Постановлением Правительства РФ от 16.04.2012 № 308. Для применения повышающего коэффициента организациям необходимо произвести  расчет индикатора энергетической эффективности (ИЭЭФ).
Одним из стимулов являются федеральные субсидии и льготы. Международные и федеральные банки МБРР и ВЭБ реализуют свои проекты на территории России.
- Федеральный закон об энергосбережении и повышении энергетической эффективности (от 23 ноября 2009 г. № 261-ФЗ)
- «Энергосбережение и энергоэффективность» на сайте Правительства России

### Европейский Союз
В общем объёме конечного потребления энергии в государствах ЕС доля промышленности составляет 26,8%, доля транспорта — 30,2%, сферы услуг — 43%. С учётом того, что около  1/3 объёма энергопотребления приходится на жилищный сектор, в 2002 году была принята Директива Европейского Союза по энергетическим показателям зданий, где определялись обязательные стандарты энергоэффективности зданий. Эти стандарты постоянно пересматриваются в сторону ужесточения, стимулируя разработку новых технологий.

## Здания

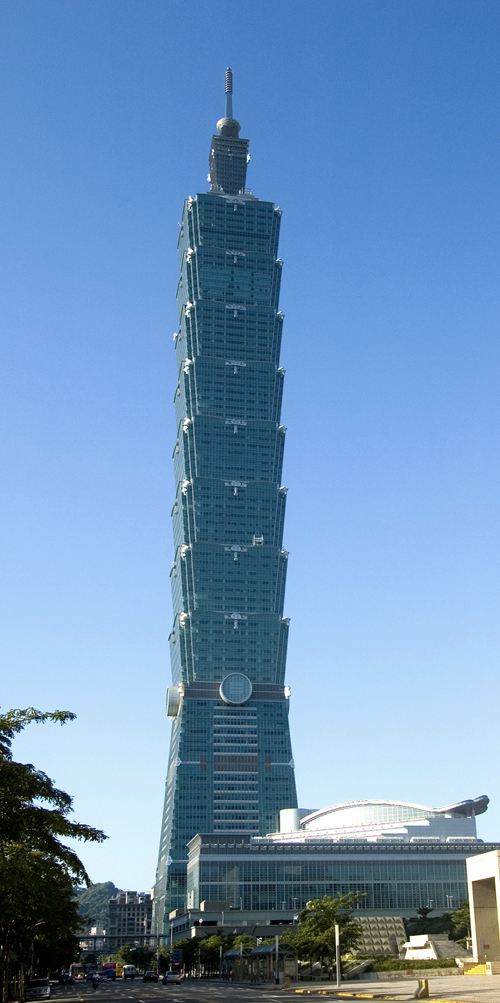
Небоскрёб Тайбэй 101, построенный по стандарту LEED

В развитых странах на строительство и эксплуатацию расходуется около половины всей энергии, в развивающихся странах — примерно треть. Это объясняется большим количеством в развитых странах бытовой техники. В России на быт тратится около 40–45% всей вырабатываемой энергии. Затраты на отопление в жилых зданиях на территории России составляют 350–380 кВт•ч/м² в год (в 5–7 раз выше, чем в  странах ЕС), а в некоторых типах зданий они достигают 680 кВт•ч/м² в год. Расстояния и изношенность теплосетей приводят к  потерям в  40–50% от всей вырабатываемой энергии, направляемой на отопление зданий. Альтернативными источниками энергии в зданиях могут быть тепловые насосы, солнечные коллекторы и батареи, ветровые генераторы.
В 2012 году введён в действие первый национальный российский стандарт СТО НОСТРОЙ 2.35.4–2011 «”Зеленое строительство”. Здания жилые и общественные. Рейтинговая система оценки устойчивости среды обитания». Национальный российский стандарт ГОСТ Р 71392-2024 «"Зелёное" индивидуальное жилищное строительство» создан с учётом опыта и передовой практики проектирования, строительства и эксплуатации «зелёных» зданий (в т.ч. BREEAM (англ. Building Research Establishment Environmental Assessment Method — рейтинговая система оценки «зелёных» зданий, разработанная в 1990 г. британской организацией BRE Global), LEED (англ. The Leadership in Energy & Environmental Design — рейтинговая система оценки «зелёных» зданий, разработанная в 1998 г. Американским советом USGBC) и других). Наиболее известными в мире стандартами такого рода являются: LEED, BREEAM и DGNB.

## Международные программы энергоэффективности
- Международное энергетическое агентство (IEA) — Energy Efficiency: https://www.iea.org/topics/energy-efficiency/

- Россия — Российское энергетическое агентство (РЭА) Минэнерго России: https://rosenergo.gov.ru/

- Австралия: Energy Ministers
- Бразилия — Ministério de Minas e Energia (MME), Agência Nacional de Energia Elétrica (ANEEL)
- Новая Зеландия — Energy Efficiency and Conservation Authority: https://www.eeca.govt.nz/
- Индия — Bureau of Energy Efficiency: https://beeindia.gov.in/
- Иран — Renewable Energy and Energy Efficiency Organization (SATBA): http://www.satba.gov.ir/
- Китай: China Energy Conservation Program  National Energy Conservation Center of China (NECC)
- Япония — Energy Conservation Center Japan (ECCJ): http://www.eccj.or.jp/
- Южная Корея — Korea Energy Agency: https://www.energy.or.kr/
- Индонезия — Kementerian Energi dan Sumber Daya Mineral Republik Indonesia
- ЮАР — Department Of Energy: http://www.energy.gov.za/
- США: Office of Energy Efficiency and Renewable Energy (EERE)  American Council for an Energy-Efficient Economy  Environmental Protection Agency
- Канада — Natural Resources Canada: https://www.nrcan.gc.ca/energy/efficiency
- Мексика — Comisión Nacional para el Uso Eficiente de la Energía (CONUEE): https://www.gob.mx/conuee
- Европейский Союз: Directorate-General for Energy European Commission  European Council for an Energy Efficient Economy
- Великобритания: Energy efficiency in buildings  Energy Saving Trust Foundation